# 迪斯科摇摆舞
迪斯科摇摆舞（英語：Disco swing），也称迪斯科福斯或迪斯科福克斯（直译：「迪斯科狐狸或迪斯科狐‘步’舞」），是一种社交双人舞，于20世纪70年代中期在欧洲发展起来，是在以独舞为主的即兴迪斯科舞蹈场景中重新出现的舞蹈手法 / 动作，大约与哈娑舞在美国兴起同时。这两种舞蹈都受到约翰·特拉沃尔塔主演的《周末夜狂热》的很大影响。在不同地区，它也有不同的名称：迪斯科哈娑舞（disco hustle）、摇摆福斯 / 狐舞（swing fox）、迪斯科摇摆舞（disco swing）和摇滚福斯 / 狐舞（rock fox）。
迪斯科摇摆舞在奥地利、德国、波兰、瑞士非常受欢迎，并且在俄罗斯也越来越受欢迎。
迪斯科摇摆舞可以随着各种
和
节拍的音乐跳，例如20世纪70年代的迪斯科、20世纪80年代的欧陆迪斯科、意大利迪斯科、波兰迪斯科、流行音乐和科技舞曲。节奏可能有所不同。在社交场合，这种舞通常在一个地方跳，但舞伴也可能在舞池中移动。这种舞采用各种类型的单双手握法。舞步包括各种缠手、旋转、抛出/接住、姿势、掉落，在比赛中也有杂技动作。
迪斯科摇摆舞有国际比赛。

## 基本节奏和步法
初学者的基本步法是“踏步—踏步—踢踏”（step-step-tap）。高级舞者使用哈娑舞式分拍四步基本步（仍然占用音乐的3个节拍），节奏有多种选择：(1，2，&3)、(1，2，a3)、(1，2，3&)、(1，2，3a)。